# Adetus striatopunctatus
Adetus striatopunctatus là một loài bọ cánh cứng trong họ Cerambycidae.